# La formula del cuore
La formula del cuore è un romanzo di Catherine Ryan Hyde, pubblicato nel 2000.

## Trama
Il romanzo racconta la vita di Trevor, un bambino molto intelligente di undici anni che vive una vita difficile in un modesto quartiere di Las Vegas con la madre, una ex alcolizzata di nome Arlene.
Su richiesta del suo insegnante di scienze umane, svolge un compito 'capace di cambiare il mondo' e inventa la 'formula del cuore'. La sua idea è quella di scegliere tre persone da aiutare, in modo significativo, alle quali non chiedere nulla in cambio, ma di restituire il favore aiutando a loro volta altre tre persone. In questo modo, gli atti di gentilezza si moltiplicherebbero esponenzialmente rendendo il mondo un posto migliore. Trevor mette in atto il proprio progetto, ma quando pensa di aver fallito, si accorge invece che la formula funziona.

## Adattamento cinematografico
Nel 2000 la regista Mimi Leder ha adattato per il grande schermo il romanzo, dirigendo Un sogno per domani con protagonista Kevin Spacey nel ruolo di Eugene Simonet.

## Edizioni
- Catherine Ryan Hyde, Un sogno per domani, traduzione di L. Ferrari, S. Zung, Piemme, 2000,  pp., ISBN.